# Jan Potocki

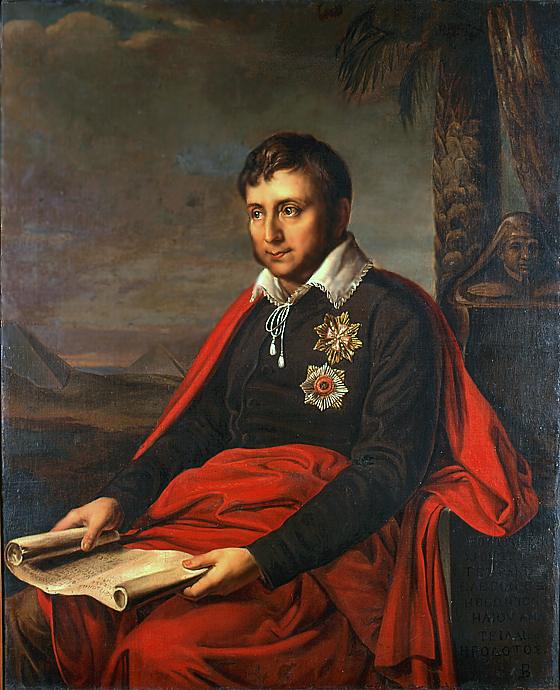
Porträt von Jan Graf Potocki

Jan Graf Potocki (* 8. März 1761 in Pików, Podolien, Polen; † 11. Dezemberjul. / 23. Dezember 1815greg. in Uładówka, Podolien, Russisches Kaiserreich) war ein polnischer Forschungsreisender, Historiker, Romancier und Diplomat. Heute ist er vor allem als Verfasser des Romans Die Handschrift von Saragossa bekannt.

## Leben
Jan Potocki entstammte der alten Adels- und Magnatenfamilie Potocki. Zusammen mit seinem jüngeren Bruder wurde er 1774 in der Schweiz in Genf erzogen. Als 17-Jähriger wurde er für kurze Zeit in Wien Soldat in der österreichischen Armee. Danach machte er ausgiebige Reisen im Mittelmeerraum. 1784 besuchte er Ägypten. Goethe und Herder lernte er in Deutschland kennen. Seit 1785 lebte er in Paris. 1788 schloss er sich kurze Zeit der polnischen Armee an. Zur Zeit der Französischen Revolution lebte Potocki in Paris. Er war maßgeblich beteiligt an der polnischen Konstitution vom 3. Mai 1791. Ab 1794 forschte er in deutschen Bibliotheken zur Vor- und Frühgeschichte des Slawentums, hatte Kontakt mit Klopstock und war Gast bei Heinrich von Preußen auf Schloss Rheinsberg, wo er mit der Niederschrift seines Romans Die Handschrift von Saragossa begann. Bei der Krönung Zar Pauls I. 1797 in Moskau war er als inzwischen russischer Untertan pflichtgemäß zugegen und machte anschließend eine ausgiebige Forschungsreise an die untere Wolga und in den Kaukasus. Im Zarenreich fungierte er als Berater Zar Alexanders I. in St. Petersburg, wurde 1806 Ehrenmitglied der Petersburger Akademie der Wissenschaften und nahm an einer Expedition nach Sibirien, der Mongolei und China teil, die abgebrochen wurde. Ab 1805 erschienen Vorabdrucke seines Romans.
In seinen letzten Lebensjahren zog sich der unter Depressionen leidende Graf auf seine Landgüter in Podolien und Wolhynien zurück. Sein Lebensende ist bizarr genug, um aus seinem eigenen Roman zu stammen: Potocki starb durch Selbsttötung, indem er sich mit einer silbernen Kugel erschoss, welche die Bekrönung seines Samowars gebildet hatte und die er in tagelanger Arbeit immer kleiner gefeilt hatte, bis sie genau in den Lauf seiner Pistole passte. (Andere Quellen nennen statt des Samowars eine silberne Zuckerdose, die Potocki von einem Geistlichen geschenkt worden war.)

## Familie
Potocki war zweimal verheiratet. Seiner ersten Ehe mit Julia Lubomirska (1764–1794) entstammten zwei Kinder, Alfred Wojciech Potocki (* 1785) und Artur Potocki (* 1788). Aus der zweiten Ehe mit Konstancja Potocka (1781–1852) gingen die drei Kinder Bernard Potocki (* 1794), Irena Potocka (* 1797) und Teresa Potocka hervor.

## Potocki als Wissenschaftler
Potocki zählte zu den bedeutenden Historikern und Ethnographen des 18./19. Jahrhunderts und untersuchte als einer der ersten Wissenschaftler die Vor- und Frühgeschichte der slawischen Völker. So war er seinen Zeitgenossen vor allem als Forschungsreisender bekannt, der entlegene Gegenden Europas, Asiens und Afrikas besuchte und in einer Reihe stets französisch abgefasster Bücher akkurat beschrieb. Eine Liste seiner Hauptwerke informiert zugleich über seine wichtigsten Reisen und Forschungsgebiete:
- Voyage en Turquie et en Égypte fait en 1784, Warschau 1788
- Essai sur l’histoire universelle et recherches sur la Sarmatie, 5 Bde., Warschau 1788
- Chroniques, mémoires et recherches pour servir à l’histoire de tous les peuples slaves, Warschau 1793 (Digitalisat)
- Voyage de Basse-Saxe, Hamburg 1795 (Digitalisat)
- Fragments historiques et géographiques sur la Scythie, la Sarmatie et les Slaves, 4 Bde., Braunschweig 1796
- Histoire primitive des peuples de la Russie, Sankt Petersburg 1802
- Histoire des gouvernements de Volhynie, de Podolie et de Cherson, Sankt Petersburg 1804/1805
- Voyage dans le steps d’Astrahan et de Caucase, hrsg. von Klaproth, Paris 1829

Alle diese Werke behielten lange Zeit (teils bis heute) eine große Bedeutung als sorgfältige Beobachtungs- und Materialsammlungen. Heinrich Julius Klaproth benannte einen Archipel im nördlichen Gelben Meer nach Potocki.